# Myodes andersoni
Myodes andersoni é uma espécie de roedor da família Cricetidae.
Apenas pode ser encontrada no Japão.